# Klaes Lindström
Klaes Artur Lindström, född 27 oktober 1920 i Sankt Matteus församling, Stockholm, död 2 juni 2009 i Hindås, Björketorps församling, Västra Götalands län, var en svensk fotbollsspelare, ishockeyspelare och läkare. 
Klaes Lindström spelade fem allsvenska fotbollsmatcher för AIK under 1946, men det var som ishockeyspelare han vann idrottsliga framgångar. Han startade sin karriär i Matteus-Pojkarna 1940 innan han spelade i AIK från 1941 till 1949. Under denna period vann han SM i ishockey med AIK 1946 och 1947 samt spelade med Tre Kronor i de olympiska vinterspelen 1948. 
Han var 1949 färdig tandläkare och flyttade till Grums där han vid sidan av tandläkarjobbet var spelande tränare i Grums IK fram till 1951. Han flyttade vidare till Göteborg och blev tillfrågad av Västra Frölunda IF om en vidare satsning på ishockey. Men han avböjde och började parallellt med sitt tandläkarjobb att studera till läkare. Han blev så småningom specialist inom öron, näsa, hals och med tiden överläkare på Mölndals lasarett. 

## Meriter
- SM-guld 1946, 1947
- OS-fyra 1948
- VM-femma 1948
- EM-brons 1948